# Finale Europacup II 1968
De finale van de Europacup II van het seizoen 1967/68 werd gehouden op 23 mei 1968 in De Kuip in Rotterdam. Het Italiaanse AC Milan nam het op tegen het Duitse Hamburger SV. AC Milan won zijn eerste Europacup II na twee vroege goals van de Zweedse rechtsbuiten Kurt Hamrin.

## Wedstrijdgegevens
|                   |                |       |              |                                                                                               |
| 23 mei 1968 19:00 | AC Milan       | 2 – 0 | Hamburger SV | De Kuip, Rotterdam Toeschouwers: 53.276 Scheidsrechter: José María Ortiz de Mendíbil (Spanje) |
| 23 mei 1968 19:00 | Hamrin 3', 19' |       |              | De Kuip, Rotterdam Toeschouwers: 53.276 Scheidsrechter: José María Ortiz de Mendíbil (Spanje) |

| AC Milan | HSV |

| AC Milan:   |                         |
|             |                         |
| GK          | Fabio Cudicini          |
| RB          | Angelo Anquilletti      |
| CB          | Roberto Rosato          |
| CB          | Nevio Scala             |
| LB          | Karl-Heinz Schnellinger |
| CM          | Giovanni Trapattoni     |
| CM          | Giovanni Lodetti        |
| AM          | Gianni Rivera           |
| RW          | Kurt Hamrin             |
| CF          | Angelo Sormani          |
| LW          | Pierino Prati           |
| Coach:      |                         |
| Nereo Rocco |                         |

| Hamburger SV: |                   |
|               |                   |
| GK            | Arkoç Özcan       |
| DF            | Helmut Sandmann   |
| DF            | Willi Schulz      |
| DF            | Egon Horst        |
| DF            | Jürgen Kurbjuhn   |
| MF            | Holger Dieckmann  |
| MF            | Werner Krämer     |
| FW            | Bernd Dörfel      |
| FW            | Uwe Seeler        |
| FW            | Franz-Josef Hönig |
| FW            | Charly Dörfel     |
| Coach:        |                   |
| Kurt Koch     |                   |

1960/61 · 1961/62 · 1962/63 · 1963/64 · 1964/65 · 1965/66 · 1966/67 · 1967/68 · 1968/69 · 1969/70 · 1970/71 · 1971/72 · 1972/73 · 1973/74 · 1974/75 · 1975/76 · 1976/77 · 1977/78 · 1978/79 · 1979/80 · 1980/81 · 1981/82 · 1982/83 · 1983/84 · 1984/85 · 1985/86 · 1986/87 · 1987/88 · 1988/89 · 1989/90 · 1990/91 · 1991/92 · 1992/93 · 1993/94 · 1994/95 · 1995/96 · 1996/97 · 1997/98 · 1998/99